# Arquelau (prefeito pretoriano)
Arquelau (em latim: Archelaus) foi um oficial bizantino do século VI, ativo durante o reinado do imperador Justiniano (r. 527–565).

## Vida
Nada se sabe sobre suas origens de Arquelau. Toda sua carreira até 533 é fornecida por Procópio de Cesareia, porém o período em que esteve em atividade nos ofícios é incerto. Segundo Procópio, foi patrício (um título não registrado em outro lugar), prefeito pretoriano da Ilíria, prefeito pretoriano do Oriente e prefeito pretoriano titular do Oriente. Seu ofício na Ilíria provavelmente foi anterior ao do Oriente, pois o último é sênior em relação ao primeiro. Com base numa série de leis preservadas no Corpo do Direito Civil é possível saber que seu ofício no Oriente transcorreu entre 524-527. Em 533, acompanhou a expedição de Belisário à África como oficial encarregado dos suprimentos e permaneceu com a frota durante a campanha. Após os vândalos serem completamente derrotados, foi nomeado prefeito pretoriano da África e nesta capacidade recebeu a lei de Justiniano reconhecendo a administração dos territórios recém-reconquistados. Pouco tempo depois, porém, as tribos mouras do interior se rebelaram contra a autoridade bizantina, e o imperador substituiu-o pelo general Salomão.